# Rickety Rocket
Buggy a Jato (Rickety Rocket) é um desenho animado produzido em 1979 pela Ruby-Spears Productions. Teve apenas uma temporada, com 16 episódios.

## História
Conta a história de uma agência de detetives espacial, com quatro jovens afro-americanos. O Buggy era uma nave espacial, com um formato muito parecido ao de Speed Buggy, daí a tradução para o português de Rocket (foguete) para buggy.
O "Buggy a Jato" era uma nave feita pelos próprios detetives e estava caindo aos pedaços, soltando fumaça, uma lata-velha. Porém apresentava várias engenhocas que os ajudavam no combate ao crime como radar e uma arma que jogava cola. Além de tudo era extremamente irônico. Era pilotado pelo chefe da agência, Cosmo.
O bordão famoso do desenho ficava por conta do Buggy, que dizia: "Bu-u-u-u-ggy a Jato, Decolar!"
Fazia parte do show do Homem-Elástico.
No Brasil, o desenho foi apresentado pela Rede Manchete nos anos 80.

## Episódios
nomes originais (em inglês)
1. The Case Of The Zombie Monster
2. The Mysterious Robot Critic Caper
3. The Spaceship Caper
4. The Golden Crystal Caper
5. The Rickety Robbery
6. The Alien Egg Caper
7. The Super-Duper Race Cage
8. The Creepy Creature Caper
9. The Mysterious, Serious Circus Caper
10. The Mad Mummy Mystery
11. The Count Draculon Caper
12. The Horrible Headless Horseman Caper
13. The Case Of The Fearsome Phantom
14. The Mysterious Warnings Of Doom
15. The Case Of The Vicious Voodoo Villain
16. The Deep Sea Demon Caper

## Dubladores

### Nos Estados Unidos
- Rickety Rocket - Al Fann
- Cosmo - Bobby F. Ellerbee
- Sunstroke - Jack Baker
- Splashdown - Johnny Brown
- Venus - Dee Timberlake

### No Brasil
- Buggy a Jato - Silvio Navas
- Cosmo - Júlio Chaves
- Venus - Adalmária Mesquita
- Moleza - Júlio César Barreiros
- Queimado - Mário Jorge